# كولين فاريل
كولين فاريل (بالإنجليزية: Colin Farrell) (31 مايو 1976 -)، ممثل أيرلندي. ولد في دبلن، إيرلندا، والده ايامون فاريل كان من أحد محترفي كرة القدم في ايرلاند، كولين فاريل في صغره اراد ان يسلك درب اباه في كرة القدم، لكن شاء له القدر ورغم صغر سنه، قرر ان ينتسب للدراسة في مدرسة للدراما (حيث كانت اخته تتعلم هناك)، وهناك انتج فاريل فيلمه الأول، مشروع طلابي، وكان «درنكنج كرود – الفظ في الشرب»، رغم أنه لم يبدأ الدراسة بعد.

## السيرة المهنية
كولين فاريل ترك دراسته من اجل تحقيق حلمه الجديد. وهو التمثيل، وبدأ الاشتراك في أحد المسلسلات التلفزيونية في إيرلندا باسم «باليه اكس انجل» وكان ذلك في 1996، نجاحه وجاذبيته فتحا له مزيدا من الأبواب، حتى بدأ في 1999 الاشتراك في المسلسل البريطاني «وور زون – منطقة الحرب»، وهذا ما قدمه للذهاب إلى هوليود.
الدور الأول الذي قدمه كولين فاريل على شاشات السينما الأمريكية كان في فلم دراما اجرام أيرلندي، بالفيلم «اجرام عادي وبريء» وقد ظهر مع «كيفن سبيسي» و«ليندا فيورنتينو»، رغم أن الفلم لم يحقق النجاح، لكنه حقق النجاح لكولن فارل، وهو ما قدمه لفلمه الأول «بلاد النمر – تايجر لاند».
بعد نجاحه في تايجر لاند، قدم كولين فاريل الفلم (اميركن اوت لاوز) في 2001 الذي قدم نجاحا لا بأس به، وفي 2002 اشترك مع توم كروز في الفلم (التقرير المحدث) وهو فلم خيال علمي، يتكلم عن الرجوع في الزمن من اجل القاء القبض على أي مجرم قبل قيامه بالاتكاب جريمته، الفلم حقق نجاحا كبيرا
في 2002 اشترك مع بروس ويليس في فيلم (هارتس وور) ولعب دور «تومي هارت» ملازم في الجيش الأمريكي في الحرب العالمية الثانية، وهو سنة ثانية في المحاماة والقانون، يحث يأسره الجيش الألماني، ويسجن في معسكر اعتقال لاسيري الحرب تابع للنازيين، اسير أمريكي من اصل اسود يتهم بقتل أحد الاسرى، هارت عليه ان يثبت براءة هذا الشخص، ولكن يكتشف ان الكل مسرحية من اجل محاولة الهرب من المعتقل، هذا الفلم حقق الكثير من النجاح، وعليه تلقى كولن فارل جوائز كثيرة.
في 2003 قدم مع صامويل جاكسون فيلم SWAT، أيضاً في 2003 فدم مع آل باتشينو فيلم (المجند) وهو يتكلم عن الشخص الذي يدعى وولتر بروك (آل باتشينو) الذي يقوم بتجنيد اشخاص من اجل العمل مع سي.آي.ايه، الفلم حقق الكثير من النجاح لكولن فاريل، ووضعه على قائمة الافلام في السينما الأمريكية.
في 2003 أيضا، قدم فيلم Phone Booth (كبينة الهاتف)، الفيلم الذي تأجل عرضه بسبب أحداث التي عاقبت حادثة 11/9، والتي هي بالتحديد القناصين الذين تواجدوا في العاصمة واشنطن، هذا الفيلم ميزانيته لم تتعدى المليون دولار، وأخذ تصويره 10 أيام فقط.
في 2003 قدم أيضا فيلم Dare Devil (ديرديفيل) الفيلم المستوحى من كتاب الكوميكس مارفيل، لعب دور الشخص السيئ ضد مات مردوك (بن افليك).
في 2004 قدم الفيلم Alexander من إخراج أوليفر ستون، وهو يتكلم عن الملحمة التاريخية حول الإسكندر المقدوني الذي قاد جيشه العظيم من المقدونيين واليونان لثماني سنوات، واستطاع عند سن 27 من احتلال وغزو العالم، الفلم أثار غضب المجتمع اليوناني بسبب تصوير اوليفر ستون الاسكندر الأكبر على انه منحرف جنسيا، المخرج هو مثير للجدل دائما، لكن الفيلم الذي كلف أكثر من 160 مليون دولار، يقدم مشاهد عاطفية ساخنة بين الاسكندر واحد اقرب اصدقائه (هيفاستيون)، لكن المخرج وكل من لهم عرقة بالفلم يصرون انه لم تكن أخطاء تاريخية في الفلم، وانه يعكس الاعراف الوثنية التي كانت قائمة وسائدة عام 330 قبل الميلاد، وشدد المخرج على انه ليس عنده ادنى شك على ان الاسكندر كان منغمسا في شهواته ومستكشفا أيضا بكل معنى الكلمة، الفلم صور في المغرب العربي، اشتركت به نخبة من الممثلين من بينهم أنجلينا جولي التي قدمت دور ام الاسكندر العظيم
كولن فاريل رفض تمثيل دور جيمس بوند، وقد رفض اقتراح اخر من مثل دور جيمس بوند (بيرس بروسنان) بأن يصبح كولين فاريل سادس ممثل يجسد دور جيمس بوند، كان رد كولن فاريل"فكرة أدائي لشخصية جيمس بوند غير حقيقية، لا اود ان اؤدي الدور يجدر بهم البحث عن ممثل آخر لايعرفه الجمهور.

## أفلامه
| سنة  | فيلم                                | دور                         | ملاحظات |
| ---- | ----------------------------------- | --------------------------- | --- |
| 1996 | The Disappearance of Finbar         | Extra                       | Uncredited |
| 1997 | Drinking Crude                      | Click                       | |
| 1999 | The War Zone                        | Nick                        | credited as Colin J. Farrell |
| 2000 | Ordinary Decent Criminal            | Alec                        | |
| 2000 | Tigerland                           | Pvt. Roland Bozz            | Boston Society of Film Critics Award for Best Actor دائرة نقاد لندن Award for Newcomer of the Year |
| 2001 | مجرمون أمريكيون                     | جيسي جيمس                   | |
| 2002 | هارتس وار                           | Lt. Thomas W. Hart          | |
| 2002 | Minority Report                     | Danny Witwer                | Nominated—جوائز إمباير for Best Actor |
| 2002 | Phone Booth                         | Stu Shepard                 | Theatrical release was delayed due to the Beltway sniper attacks in October 2002 |
| 2003 | المجند (فيلم 2003)                  | James Douglas Clayton       | |
| 2003 | Daredevil                           | Bullseye                    | |
| 2003 | Veronica Guerin ‏                    | Tattooed Boy                | Cameo |
| 2003 | سوات                                | Jim Street                  | Nominated—Irish Film & Television Award ‏ for Best Actor |
| 2003 | Intermission                        | Lehiff                      | Nominated—جوائز الأفلام الأوروبية Audience Award for Best Actor Nominated—Irish Film & Television Award ‏ for Best Supporting Actor                                                                                            |
| 2004 | A Home at the End of the World ‏     | Bobby Morrow (1982)         | Nominated—Irish Film & Television Award ‏ for Best Actor |
| 2004 | Alexander                           | الإسكندر الأكبر             | |
| 2005 | The New World                       | Captain جون سميث (مستكشف)   | |
| 2006 | Ask the Dust ‏                       | Arturo Bandini              | |
| 2006 | Miami Vice                          | Det. James "Sonny" Crockett | Nominated—Irish Film & Television Award ‏ for Best Actor |
| 2007 | حلم كاسندرا                         | Terry                       | |
| 2008 | في بروج                             | Ray                         | Debuted at the مهرجان صاندانس السينمائي in January 2008 ‏ جائزة غولدن غلوب لأفضل ممثل - فيلم موسيقي أو كوميدي Nominated—British Independent Film Award ‏ for Best Actor Nominated—Irish Film & Television Award ‏ for Best Actor |
| 2008 | Kicking It ‏                         | Narrator                    | Documentary film |
| 2008 | Pride and Glory                     | Jimmy Egan                  | |
| 2009 | Ondine                              | Syracuse                    | Irish Film & Television Award ‏ for Best Actor San Diego Film Critics Society Award for Best Actor |
| 2009 | الفرز                               | Mark Walsh                  | Released on DVD in Europe as Shell Shock |
| 2009 | قلب مجنون                           | Tommy Sweet                 | |
| 2009 | The Imaginarium of Doctor Parnassus | Tony (3rd Transformation)   | Cast alongside جوني ديب and جود لو after the death of هيث ليدجر to play different portrayals of Tony, Ledger's character |
| 2010 | طريق العودة (فيلم)                  | Valka                       | |
| 2010 | London Boulevard                    | Mitchell                    | |
| 2011 | مدراء فظيعون                        | Bobby Pellitt               | Nominated – Satellite Award for Best Supporting Actor – Motion Picture |
| 2011 | ليلة الرعب                          | Jerry Dandridge             | |
| 2012 | Total Recall                        | Douglas Quaid / Karl Hauser | |
| 2012 | المختلين السبعة                     | Marty                       | |
| 2013 | سقوط الرجل الميت                    | Victor                      | In production |
| 2013 | Epic                                | Ronin                       | Voice role |
| 2013 | Saving Mr. Banks                    | Travers Robert Goff         | |
| 2014 | Winter's Tale                       | Peter Lake                  | |
| 2014 | الآنسة جولي ‏                        | Jean                        | Post-Production |
| 2014 | عزاء                                |                             | Post-Production |
| 2015 | جراد البحر (فيلم)                   | ديفيد                       | |
| 2017 | رومان جي إسرائيل                    | جورج بيرس                   | |
| 2025 | أغنية لاعب صغير                     | اللورد دويل                 | |

## روابط خارجية
- كولين فاريل على موقع IMDb (الإنجليزية)
- كولين فاريل على موقع ميتاكريتيك (الإنجليزية)
- كولين فاريل على موقع روتن توميتوز (الإنجليزية)
- كولين فاريل على موقع مونزينجر (الألمانية)
- كولين فاريل على موقع قاعدة بيانات الأفلام العربية
- كولين فاريل على موقع ألو سيني (الفرنسية)
- كولين فاريل على موقع ميوزك برينز (الإنجليزية)
- كولين فاريل على موقع تيرنر كلاسيك موفيز (الإنجليزية)
- كولين فاريل على موقع أول موفي (الإنجليزية)
- كولين فاريل على موقع بوكس أوفيس موجو (الإنجليزية)